# مایک باتی (بازیکن فوتبال)
مایک باتی (انگلیسی: Mike Batty؛ زادهٔ ۱۰ ژوئیهٔ ۱۹۴۴) بازیکن فوتبال اهل بریتانیا است.
از باشگاه‌هایی که در آن بازی کرده‌است می‌توان به باشگاه فوتبال منچستر سیتی اشاره کرد.